# 齐尔科
齐尔科是德国梅克伦堡-前波美拉尼亚州的一个市镇。总面积25.61平方公里，总人口682人，其中男性339人，女性343人（2011年12月31日），人口密度27人/平方公里。